# 松尾多勢子

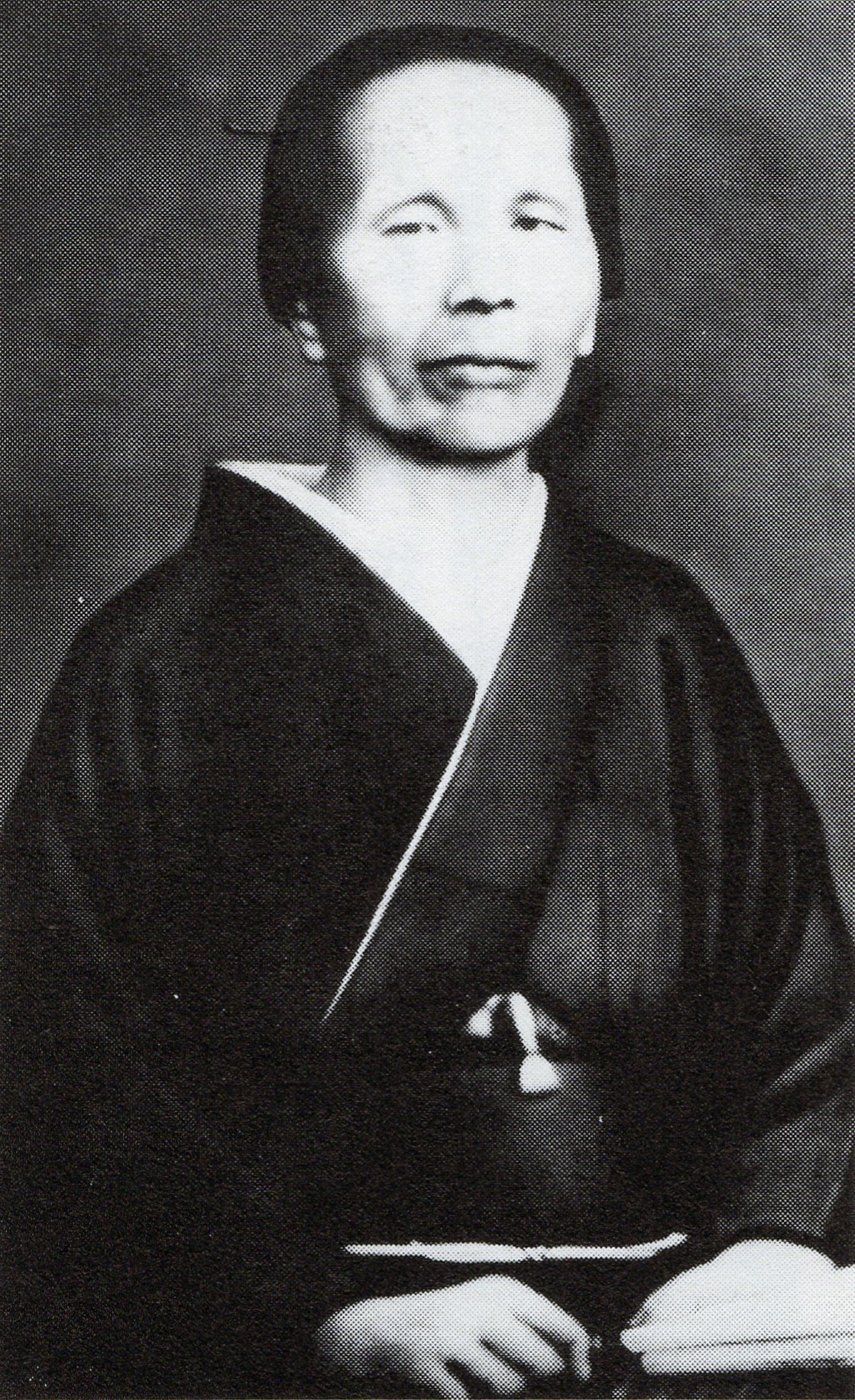
松尾多勢子

松尾 多勢子（まつお たせこ、文化8年5月25日（1811年7月15日） - 明治27年（1894年）6月10日）は、幕末期の尊皇派女性志士。島崎藤村の「夜明け前」にも活写されている。

## 生涯
信濃国伊那郡山本村（現在の長野県飯田市）の豪農・竹村常盈の長女として生まれた。19歳で伴野村（現・豊丘村）の旧家・松尾佐次右衛門淳斎に嫁いだ。夫婦仲は良く7人の子を育てながら、家業の傍らともに和歌や平田派国学などを夫ともに学んだりした。
文久2年（1862年）に、病身の夫から許しを得て51歳で上洛し、尊皇攘夷運動に参加、公家の白川家、大原家に出入りするようになった。当時多勢子は、信州から出てきた歌を詠む珍しい老女として人が訪ねて来るほどの噂の人物になっていた。
翌年、足利三代木像梟首事件に関与したとして長州藩の京屋敷に逃れるが、密かに帰郷し、天誅組や水戸天狗党の伊那地方における支援者として活動した。その間、幕府から追われる身であった角田忠行、相楽総三、長谷川鉄之進らを匿った。慶応4年/明治元年（1868年）には再度上洛して岩倉具視に仕え、子女の教育を引き受け、家政を取り仕切り、岩倉家の女参事と呼ばれた。同時期に岩倉家の家庭教師だった三輪田真佐子は後年、見習うべき代表的日本女性として多勢子を挙げている。
また新政府関係者との連絡調整役として活躍するが、翌年に新政府樹立を見届けた後は帰郷し、地元で農業や養蚕に勤しみながら晩年を過ごした。また旧知の品川弥二郎が明治天皇巡行の供奉先発として飯田に来た際には、長年、村の悲願であった尹良親王の墓所の治定を働きかけて実現させた。
没後の1903年に正五位を遺贈された。

## 伊那谷と国学
幕末の信濃南部一帯では、文政年間に本居宣長門下の尾張藩士の植松茂岳らが『古今集』や『新古今集』を講義に訪れ、国学系の和歌が敷衍し、飯田に滞在した岩崎長世の歌会などで、平田篤胤の国学が広く伝えられた。慶應3年には山吹村に国学の四大人を祀る「本学霊社」が建立された。その中で多勢子も和歌や国学に傾倒し、その名が広く知られることとなった。歌道は、桜井春樹（香川景樹弟子）、福住清風、石川依平（栗田土満弟子）、小林歌城（村田春海弟子）を師とした。

## 家族
- 父・竹村常盈 - 信州座光寺村（現・飯田市）の名主・北原家出身。同家は代々学問に優れた家で、多勢子は少女期に北原家に預けられ、従兄の北原因信から読み書きと和歌を学び、因信の妻から家事と礼儀作法を学んだ。因信の子に北原稲雄、その子供に北原信綱、北原阿智之助がいる。
- 夫・松尾佐次右衛門淳斎 - 松尾佐次右衛門家11代当主。家業は造り酒屋。松尾家は信州伴野村（現・豊丘村）の庄屋で、村役人も務めた一族[6]。佐次右衛門は10人の子を儲け、うち三男四女を育て上げた。安政4年（1857年）山吹村を中心に平田学派の国学が盛んとなり、多勢子とともにその門人となる。
- 長男・松尾誠 - 戊辰戦争では奥羽鎮撫使副総督澤為量の近習として従軍し、明治元年3月、大坂から海路陸奥国松島に入り、奥羽各地を転戦、明治2年に帰郷した。のち県議会議員となり、明治21年に58歳で没した。
- 三男・松尾為誠 - 戊辰戦争時には伊那谷を代表する国学者の北原稲雄と共に、中津川から東山道先鋒総督府に従軍し、関東各地を転戦して帰郷した。
- 孫・松尾千振 - 県議会副議長を務めたが、明治25年に39歳で没した。